# 미케일라 맥매너스
미케일라 맥매너스(Michaela McManus, 1983년 5월 20일 ~ )는 미국의 배우이다.

## 출연 작품
- 메이즈 헌터: 살인곰의 습격